# اوک‌هاربور (اوهایو)
اوک‌هاربور (به انگلیسی: Oak Harbor) یک روستا در ایالات متحده آمریکا است که در شهرستان اتاوا، اوهایو واقع شده‌است. اوک‌هاربور ۴٫۴۰ کیلومتر مربع مساحت و ۲٬۷۵۹ نفر جمعیت دارد و ۱۷۷ متر بالاتر از سطح دریا واقع شده‌است.